# Burmagomphus chaukulensis
Burmagomphus chaukulensis — вид бабок з родини дідки (Gomphidae). Описаний у 2022 році.

## Поширення
Ендемік Індії. Відомий лише у типовому місцезнаходженні — село Чаукуль в окрузі Савантваді у штаті Махараштра

## Опис
Очі зелені. Голова чорного кольору. Груди і черевце чорні з жовтими плямами.